# Ladbroke Grove (Londres)
Ladbroke Grove (/ˈlædbrʊk/) é uma estrada no sentido norte-sul de Kensington e Chelsea em Londres que abrange os distritos postais W10 e W11. A área e a rua têm o nome de James Weller Ladbroke, que desenvolveu o Ladbroke Estate na década de 1840.